# Štinjan
Štinjan (tal. Stignano) je prigradsko naselje u sastavu grada Pule. Mjesni odbor Štinjan obuhvaća uz prigradsko naselje Štinjan i prigradske turističke predjele Puntakristo, Puntiželu, Valdežunac i Mulimenti, te otoke Sv. Jerolim, Kozadu, Sv. Katarinu. Čitavo područje obuhvaća površinu od 6.055.036 m².

## Zemljopis
Štinjan je smješten na brežuljcima i valama iznad sjeverne obale pulskog zaljeva u smjeru Fažane, nasuprot brijunskom otočju. Udaljen je od centra Pule oko 7 km. Centar mjesta, glavni trg "Štinjanska placa" smješten je na brežuljku nadmorske visine oko 50 m. U centru su osim obnovljenog trga, idealnog za odmor, druženje mještana, dječju igru i održavanje lokalnih manifestacija (fešti, susreta, eko akcija ...) smještena i štinjanska župa s crkvom i tornjem, trgovina, pekara, društvena dvorana i drugi sadržaji Mjesnog odbora, područna osnovna škola itd. Tu je i spomenik žrtvama fašizma iz Drugog svjetskog rata.
U centar se dolazi, nakon skretanja s Fažanske ceste, Štinjanskom ulicom. Iz centra se zvjezdasto šire prometnice prema svim štinjanskim naseljima i znamenitostima. Gledano iz smjera Pule, lijevo od centra skreće se ulicom Selo put groblja koja se nastavlja u uvalu Zonki i pulsko priobalje, s ulice Selo se ulijevo, odmah nakon trga, skreće prema ulicama Pelini i Pužar a potom i za naselje Valelungu na kojem je odvojak prema vojnim objektima Mulimenti i otok Katarinu. Ravno od trga se može doći do Puntižele i brijunskog dijela štinjanskog priobalja kroz ulicu Varoš, pokraj Puta za kanalić koji je pješačkom stazom spojen sa Štinjanskom uvalom.
U samom Štinjanu i oko njega nalaze se sljedeće uzvisine: Karboner (Carbonieri) 32 m, Munida (Monetta, Picco) 48 m, Debeljuh, Brdina (Grosso) 64 m, Špeh (Spicco) 44 m, Proština (Cristo) 47 m, Turulu (Farulla) 28 m, Kašćuni (Castion) 42 m, te Kaštelir (Castellier) 45 m.
Štinjansko priobalje je dosta razvedeno. Krenuvši od granice Štinjana s ostatkom Pule nailazimo na sljedeće uvale, poluotoke i otoke: uvala Mulimenti (Valle Spini), poluotok Monumenti, otok Katarina (Scoglio Santa Caterina) (spojen mostom s Monumentima), uvala Ježinci (Valle Canolinenti), rt Žunac (Punta Zonchi), uvala Žunac (Valle Zonchi), rt Debeljuh (Punta Grosso), Štinjanska draga (Valle Maggiore), poluotok Proština (Monte Cristo), rt Proština (Punta Cristo), uvala Cuf, rt Puntižela (Punta Puntisela), uvala Salbuni (Valle Salbuni) i posljednja uvala Runci (Valle Ronzi) na granici s Valbandonom. S ove strane nalaze se i dva otoka smještena u Fažanskom kanalu, Kozada (Scoglio Cosada) i sveti Jerolim (Scoglio San Gerolamo).

## Povijest
Štinjan se prvi puta spominje u rimsko doba kada je kao Astinianum bio poljoprivredno dobro pulskih Rimljana. Kasnije se selo nazivalo još Astinian i Stiniano, a u vremenima pod Italijom Stignano.
Najranije naseljena mjesta bila su, još i prije Rimljana, na današnjim brežuljcima Kašćuni, Kaštelir i Špeh (Castiun, Castelier i Grosso). Ostaci tih naselja sačuvani su sve do vremena Austrougarske kada su na tim brežuljcima sagrađene vojne utvrde i položaji.
U vrijeme Bizanta, nakon pada rimskog carstva Štinjan je pripadao feudu "S. Apollinare", a potom pulskoj biskupiji. U 13. stoljeću Štinjan zajedno s Pulom i ostalim naseljima u okolini potpada pod Veneciju. Od Rimskog Carstva pa do tada Štinjan naseljava isključivo autohtono "latinsko" stanovništvo koje se slabo miješa s doseljenicima. Početkom 15. st. doseljavalju prve slavenske obitelji koje nastavljaju poljoprivrednu tradiciju. U 16. stoljeću stanovništvo je desetkovano kugom, mjesto je pusto i devastirano, a pred kraj stoljeća na poziv Venecije (1590.) organizirano doseljavaju nove slavenske obitelji koje postaju i ostaju većinske sve do današnjih dana. U drugoj polovini 17. stoljeća (1667.) zabilježeni su upadi turskih vojnika koji su za sobom ostavili pustoš u ionako siromašnom naselju. U 17. stoljeću je izgrađena i crkva posvećena Sv. Margeriti koja je i danas zaštitnica Štinjana. Štinjanska župa postala je samostalna početkom 18. stoljeća.
Nakon Venecije i kratke francuske vlasti početkom 19. stoljeća cijelo područje pada pod bečku vlast. Kada je sredinom 19. stoljeća tadašnja austougarska vlast odlučila Pulu postaviti za glavnu carsku luku s brodogradilištem, Štinjan postaje veliko vojno gradilište. Tada su izgrađene sve i danas vidljive, a poneke i dobro očuvane utvrde. Nažalost graditelji su koristili i građu svojih prethodnika tako da su tada nestali ostaci gotovo svih pretpovijesnih, rimskih i kasnijih utvrda, svetišta, zidina i puteva koji su vodili sjevernom stranom pulske luke i povezivali štinjanska naselja na brežuljcima. Najviše tada uništenih ostataka građevina (zidine, rimska tvornica tkanine, terme, kupališta, svetišta) bilo je na morskom potezu Valelunga – Monumenti – Zonki i brežuljcima iznad njih.
Osim vojnih objekata u to vrijeme izgrađeni su i Brijuni kao turistički centar (objekti – dijelovi cijelog kompleksa postoje i na štinjanskom otočiću Jerolim čiji je kamenolom korišten za izgradnju utvrda i lukobrana). Padom Austrougarske pomalo propadaju i utvrde. 1930-ih Talijani grade hidrobazu s pratećim sadržajima (hangari, vojarne...) koja je koncem 2. svjetskog rata srušena a potom i desetljećima devastirana. Ostaci su vidljivi kao ruševine obale, objekata, tračnica, sustava za izvlačenje hidroaviona, popločani podovi hangara i rezervni objekti na otoku Kozada.
Nakon Drugog svjetskog rata Italiju na ovim područjima zamjenjuje Jugoslavija koja razvija strateški važnu pulsku vojnu luku i stavlja zaštitu Brijuna pod nadzor JNA. U sjevernom dijelu pulske luke kojima se nije smjelo pristupiti izgrađeni su mnogi vojno-pomorski objekti, a na brežuljcima Štinjana vojni osmatrački i topnički položaji. U tom periodu razvoj Štinjana je stao. Većina teritorija i obale je pod vojskom, stanovništvo stagnira, bavi se poljoprivredom, ribarstvom ili radi u pulskim poduzećima.
Tek posljednjih dvadesetak godina započinje širenje naselja, postupna orijentiranost turizmu, a zadnjih nekoliko godina počinje, doslovce nakon stotinjak godina, prva ulaganja u infrastrukturu što je osnovni preduvjet za daljnji razvoj.

## Štinjan danas
Štinjan danas karakterizira naglo širenje zbog stambene i turističke izgradnje. Mjesto se od povijesne jezgre koncentrirane oko središnjeg trga i župe širi u svim smjerovima a najviše prema sjeverozapadu gdje rastu nove stambene i turističke zone u ulicama Kašćuni, Puntižela, Kozada, Kalčeva, Baližerka, prilaz Plazine.
Doseljavanjem novih, mladih obitelji poboljšava se i starosna struktura te je sve više djece a time i potreba za institucijama koje se njima bave (jaslice, vrtić, škola, sportske i kulturne udruge i sadržaji). 
Lokalno stanovništvo orijentirano je na ribolov, turizam, građevinarstvo, ali radno aktivni uglavnom i dalje odlaze u Pulu gdje su zaposleni u tamošnjim poduzećima i ustanovama. Povećanom brigom grada Pule za infrastrukturu, nakon dugogodišnjeg zaostajanja, stvaraju se uvjeti i za rast male privrede, turizma, ulaganja u nova radna mjesta a prvenstveni skok u zapošljavanju očekuje se nakon realizacije projekata Brijuni Rivijera (hoteli, lučice...) i rasta turističkih aktivnosti.

## Poznate osobe
- Jurica Kalc, hrvatski pripadnik pokreta otpora i narodni heroj
- Mijo Pikunić, hrvatski pripadnik pokreta otpora, visoki lokalni i državni dužnosnik

## Šport
- NK Štinjan, nogometni klub